# Federico Escobar Zapata
Federico Escobar Zapata (Oruro, 26 de noviembre de 1923-8 de noviembre de 1966) fue un líder sindical minero de Bolivia.
Fue trabajador minero del Campamento Siglo XX de la Mina Catavi, donde ocupó el cargo de Control Obrero. Fue también fundador del Partido Comunista Marxista Leninista.